# Гіллеред (муніципалітет)
Гіллеред (дан. Hillerød) — муніципалітет у регіоні Столичний регіон королівства Данія. Площа — 214.9 квадратних кілометрів. Адміністративний центр муніципалітету — місто Гіллеред.

## Населення
У 2012 році населення муніципалітету становило 48 203 особи.